# 马太亨利圣经注释
《马太亨利圣经注释》是指著名的清教徒、圣经注释家马太亨利从1706年开始，历经多年所完成的对于《圣经新旧约全书》的详尽而系统的圣经注释文字。在三百年以后，它仍然被人们广泛阅读，并在英语世界家喻户晓。
- 第一卷：《创世纪》 至 《申命记》
- 第二卷：《约书亚记》 至 《以斯帖记》
- 第三卷：《约伯记》 至 《雅歌》
- 第四卷：《以赛亚书》 至 《玛拉基书》
- 第五卷：《马太福音》 至 《约翰福音》
- 第六卷：《使徒行传 》至 《启示录》

以上第六卷中，马太亨利仅完成了《使徒行传》以后就去世；圣经其余书籍部分的注释（《罗马书》至《启示录》）则由十余人在马太亨利生前所留笔记的基础之上而接续完成。《马太亨利圣经注释》巨著长达数千万字，原书共七千余页；其对圣经内容逐句逐段进行了整体连贯的注释，注重实际生活的指导与信仰原则的应用，内容敬虔；在后世多次印刷再版，并被翻译成包括中文在内的多种文字。

乔治·怀特菲尔德和查尔斯·司布真等著名的福音派新教传教士都曾经认真阅读《马太亨利圣经注释》，并衷心赞扬和推介这部巨著，怀特菲尔德将它通读了四遍——最后一遍是跪着读的。关于它，司布真说：“每位传道人都应该至少完整、仔细地通读一遍。”  约翰·卫斯理出版了该圣经注释的缩略版，并在评论马太亨利时，说道：
所有称职的评鉴者都认为马太亨利是一个有深刻理解力、博学多才、虔诚敬畏、在上帝的道路上有丰富经验的人。他的圣经注释大体上是清晰易懂的，用简单的语言表达了深刻的思想：它也被发现与圣经的主旨和信仰的类比相吻合。它通常是完整的，对需要解释的段落进行了充分的解释。它的许多部分都非常深入，比大多数其他圣经注释者都更加深入地渗透到圣经这部受启示的著作中。它不会用虚幻的猜测来娱乐我们，而是贯穿始终于教导和教义：而且通常也是属灵的，教导我们如何敬拜上帝，不仅在形式上，而且在精神和真理上。
二十世纪出版了该圣经注释的几个缩略版；最近，Martin H. Manser 编辑了The New Matthew Henry Commentary: The Classic Work with Updated Language。